# Raoul Wallenberg
Raoul Wallenberg (Stockholm, 1912. augusztus 4. – feltételezések szerint 1947. július 17.) svéd építész, üzletember, diplomata. A második világháború éveiben Magyarországon zsidók ezreit mentette meg a deportálástól. (Halála időpontja felől 2010-ben előkerült újabb dokumentumok kapcsán kérdések merültek fel, így elképzelhető, hogy az említettnél jóval később hunyt el.)

## Életpályája

### Családja
Raoul Wallenberg néhány hónappal apja, Raoul Oscar Wallenberg halála után, 1912. augusztus 4-én született az egyik leggazdagabb és legbefolyásosabb svéd nagytőkés családban. Apja halála miatt neveltetését nagyapja, Gustav Wallenberg kereskedő és diplomata irányította. Mivel átfogó, nemzetközi szellemű neveltetésre törekedett, az ifjú Wallenberg sok időt töltött külföldön, és több nyelvet is megtanult. A nagyapa fő célja az volt, hogy Raoul „tapasztalt és jó emberismerő” legyen, közvetlen gyakorlati célként azt készítette elő, hogy Raoul átvehesse egy külföldön működő kereskedelmi bank vezetését.

### Tanulmányai és banki munkája

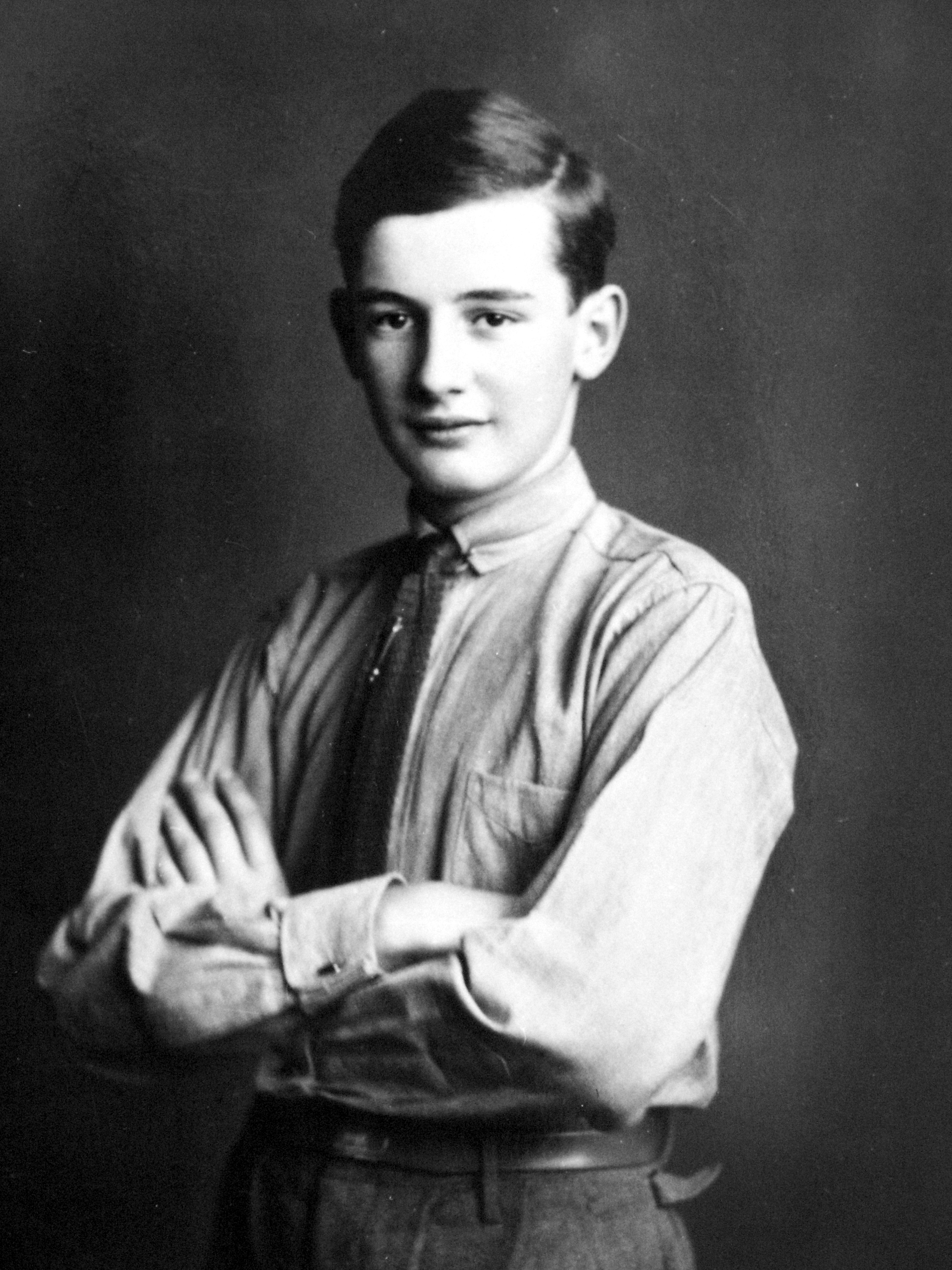
A gyermek Wallenberg

Raoul az iskolát közepes eredménnyel végezte, de megtanult angolul, franciául és németül. Édesanyja azt szerette volna, ha a Harvard Egyetemen tanul tovább, de oda végül nem jelentkezett. Ehelyett a michigani Ann Arbor Egyetemen kezdett építészetet hallgatni, amit 1935 februárjában fejezett be. Svédországba visszatérve szembesült azzal, hogy amerikai diplomája nem kvalifikálja az ottani építésztevékenységre. Nagyapja további „tanulmányi utakra” küldte, először Dél-Afrikába, ahol a különböző építő- és vegyipari cikkek kereskedelmével ismerkedett, majd a palesztinai Haifába, ahol egy holland érdekeltségű banknál dolgozott, mint gyakornok. Itt került először kapcsolatba a Németországból elmenekült zsidókkal.
Haifai útja előtt nem volt túlságosan jó véleménye a zsidóságról. Amikor például megtudta, hogy kétszáz cionista is utazik azon a hajón, amivel ő megy Genovától Haifáig, ezt írta: „ismerve a dél-afrikai zsidókat, eléggé pesszimista vagyok. Ennek ellenére azért lehet, hogy az út kellemes lesz”. Úgy tűnik, véleménye valamivel kedvezőbbre fordult Palesztinában, mivel több levélben szembeállítja a zsidók szorgalmát az arabok lustaságával. A kibucok „szocialista kollektivizmusa” sem váltotta ki rosszallását, de a zsidók továbbra sem érdekelték különösebben. Egyik levelében azt írja, hogy inkább arabul tanul meg, mint héberül, bár ott (valószínűleg a munkahelyén, a bankban) a hébert tekintik a fontosabb nyelvnek. Más források szerint ugyanakkor tudta, hogy anyai ágon 18. századi bevándorló zsidó felmenői vannak.
Wallenberg nem szeretett a bankban dolgozni; a munkát „nehezen érthetőnek és bonyolultnak” érezte. Nem is nagyon igyekezett azt megérteni: egyik levelében azt írta nagyapjának, hogy „a banki munkáról már majdnem teljesen megfeledkeztem”, és inkább palesztinai utazásairól mesélt. Wallenberg építész akart lenni, hogy megállhasson a saját lábán. Haifából való hazautazása előtt a következőket írta nagyapjának, Gustav Wallenbergnek, aki többek között a házasulási szándékait firtatta: "nagyon szeretnék már pénzt szerezni, lehetőleg sok pénzt. Egy feleséget is szeretnék, de egyelőre a pénzszerzést előtérbe helyezem" (svédül: ”jag har en stark längtan att skaffa mig pengar, helst mycket pengar. En hustru vill jag nog också ha, men jag tro att än så länge sätter [jag] pengar först.”. L. Älskade farfar, s. 207).
Anyja és a nagyapja is azt szerette volna, ha Raoul Wallenberg a nagy családi bankban, a stockholmi Enskilda Bankenban fut be karriert, de erre a lehetőségre id. Marcus Wallenberg, aki nagyapja testvére és a bank vezérigazgatója volt, „szkepticizmussal tekintett”, mert komolytalannak tartotta a fiatal Raoult. 1935-ben az idős Marcus Wallenberg ezt írta fiának, ifj. Marcus Wallenbergnek: ”meggyőződésem, hogy Raoul valójában be akar kerülni a bankba, és ott minél tovább akar jutni”. Mivel azonban komolyan kételkedett Raoul Wallenberg rátermettségében, fiaitól, Marcustól és Jacobtól kért tanácsot. Ifj. Marcus Wallenberg javasolta, hogy várjanak, hadd lássák, hogyan fejlődött az ifjú Raoul hosszú külföldi útjain. Raoul Wallenberg a végén nem kapott állást a banknál. 1941-ben Jacob Wallenberg elhelyeztette Raoult az egyik üzlettársához, Sven Salén üzletemberhez köthető élelmiszerekkel kereskedő cégnél (Mellaneuropeiska Handels AB), amit a magyar zsidó származású Lauer Kálmán vezetett, ez elsősorban magyar-svéd kereskedelemmel foglalkozott. Wallenberg hamarosan a cég nemzetközi igazgatója lett. Magyarországon először 1942 februárjában járt (három hétig), majd 1943 szeptemberétől október 13-ig maradt. Lauer Bukarestbe is szerette volna elküldeni, de Raoul nem ment el: vagy nem törődött Lauer utasításaival, vagy nem kapott román vízumot.

## Magyarországon

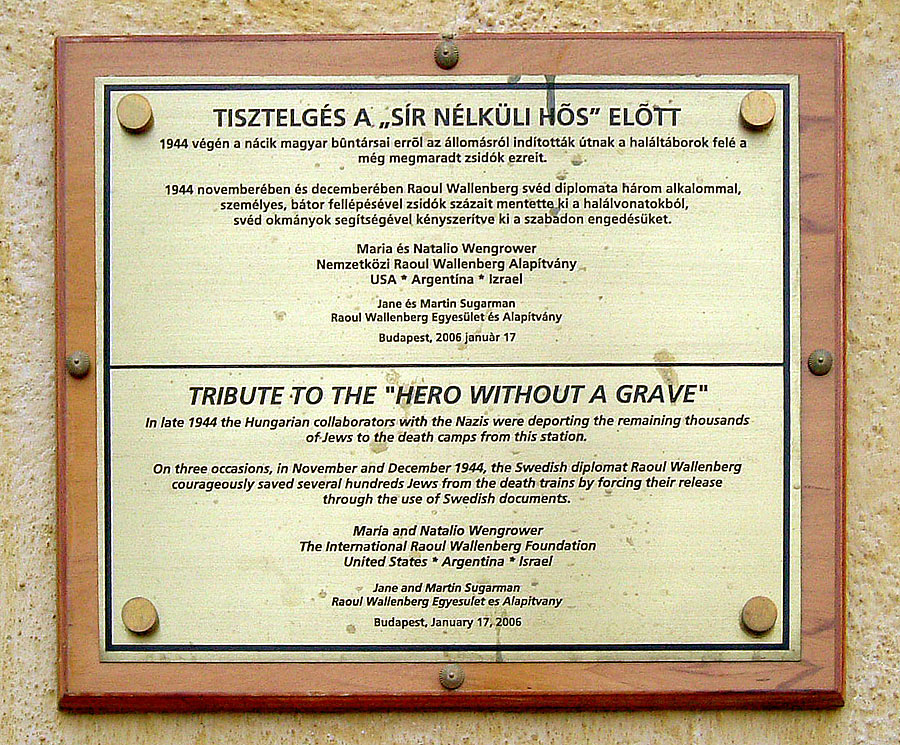
Emléktábla a Józsefvárosi pályaudvaron

### A német megszállás és következményei
A Kállay-kormány „hintapolitikája” és a nyugati hatalmakhoz való közeledési próbálkozásai a német vezetés egyre erősebb rosszallását váltották ki. A németek Magyarország 1944. március 19-i megszállását – a Margarethe hadműveletet – már 1943 szeptemberének végén elkezdték előkészíteni, a német hadvezetés Hitler parancsára várt, hogy elindítsák. A parancs azonban csak 1944 márciusában érkezett. Hitler Horthyt először a klessheimi kastélyba hívta megbeszélésre. Azt akarta, hogy Horthy bocsássa el Kállayt, helyette németbarát miniszterelnököt nevezzen ki. Horthy megtagadta a kérést, így a német támadást Hitler azonnal, még Horthy ott tartózkodása idején megindíttatta. A megszállás a március 18-a és 19-e közötti éjjelen indult, és teljesen meglepte a magyar védelmi erőket. A fölösleges vérontás elkerülésére Horthy távollétében Szombathelyi vezérezredes megtiltotta az ellenállást, így a németek már ugyanaznap az ország nagy részét elfoglalták. A német megszálló erőkkel érkezett Adolf Eichmann is, akit a „zsidókérdés megoldására” küldtek Magyarországra.
1944-ig kb. 100 000 zsidó menekült a szomszédos országokból Magyarországra. A német megszállást követően azonban itt is megkezdődött a zsidók gettókba gyűjtése, kötelezték őket a sárga csillag viselésére, végül pedig áprilisban a magyar adminisztráció készséges segítségével megkezdődtek a deportálások. 1944 júliusáig 445 ezer polgárt deportáltak, közülük 437 402 személyt Auschwitz-Birkenauba. A kormány semmilyen dokumentációt nem kért róluk. Itt megemlítendő, hogy 1944. április 10-én Rudolf Vrba és Alfréd Wetzler, két zsidó származású személy megszökött az auschwitzi koncentrációs táborból. Zsolnába eljutva felvették a kapcsolatot a helyi cionista körökkel. A pozsonyi cionista központ munkatársa április 25-én és 26-án meghallgatta őket. Ez alapján elkészült az úgynevezett auschwitz-jegyzőkönyv, amely tájékoztatást nyújtott a táborban történtekről. Ezt eljuttatták az isztambuli, genfi, londoni és budapesti cionista körökhöz és a magyarországi zsidótanácshoz is. Az egy hónappal később deportáltak viszont nem is sejtették, hogy mi vár rájuk. Vrba és Wetzler következtetése szerint így az általuk készített jegyzőkönyvet a fenti szervezetek elhallgatták. Fentieket megerősítette a budapesti születésű Ernest Stein cionista ellenálló is. Elmondása szerint Kasztner Rudolf cionista vezető Adolf Eichmannal 1,5 millió dolláros egyezséget kötött 1 685 zsidó származású személy kiváltása érdekében (köztük voltak családtagjai, barátai, írók, művészek, rabbik, cionista vezetők). Az általa szervezett „Kasztner-vonat” 1944. június 30-án hagyta el Budapestet és utasai bergen-belseni kitérővel épségben megérkeztek Svájcba. Stein állítása szerint Kasztner a fenti egyezségre való tekintettel nem volt hajlandó továbbítani a jegyzőkönyvet. A Zsidó Tanács csak június közepe után juttatta el a jegyzőkönyvet a kormánynak, az egyházi vezetőknek és Horthynak.
A normandiai partraszállás, az erősödő külföldi nyomás, valamint az ekkor már általa is ismert auschwitz-jegyzőkönyv hatására Horthy június végén le akarta váltani a deportálásokat szervező Baky László és Endre László belügyi államtitkárokat és a koronatanácson június 26-án javasolta a transzportok leállítását. Ezek azonban folytatódtak, amíg a kormányzó parancsára a hozzá lojális katonai erők – Koszorús Ferenc vezérkari ezredes vezetésével  – 1944. július 6-án meg nem akadályozták Baky úgynevezett „csendőrpuccs”-át; Horthy ekkor tiltotta meg a budapesti zsidóság deportálását.
A németek már a megszállás első napján elfoglaltak minden vasútállomást és az összes, ott tartózkodó zsidót letartóztatták. A következő intézkedés több ismert zsidó személy letartóztatása és a zsidók számára a teljes utazási tilalom bevezetése volt. A zsidókkal egyidejűleg jelentős számú, általuk németellenesnek tartott politikust és más személyt is letartóztattak, összesen kb. 10 000 embert. Azok a mérsékelt politikusok, akik elkerülték a letartóztatást – köztük Bethlen István – elrejtőztek a várható üldöztetés elől.
Március 24-én pedig megalakult az új, németbarát kormány a volt berlini nagykövet, Sztójay Döme vezetésével. Ez a kormány teljes támogatását adta a németeknek a „végső megoldás” megvalósítására Magyarországon. A sértődött Horthy vonakodott az új kormány dolgaiba beleavatkozni, így a mérsékelt politikai erők megbénultak és minden hatalom a németbarát politikusok kezébe került.

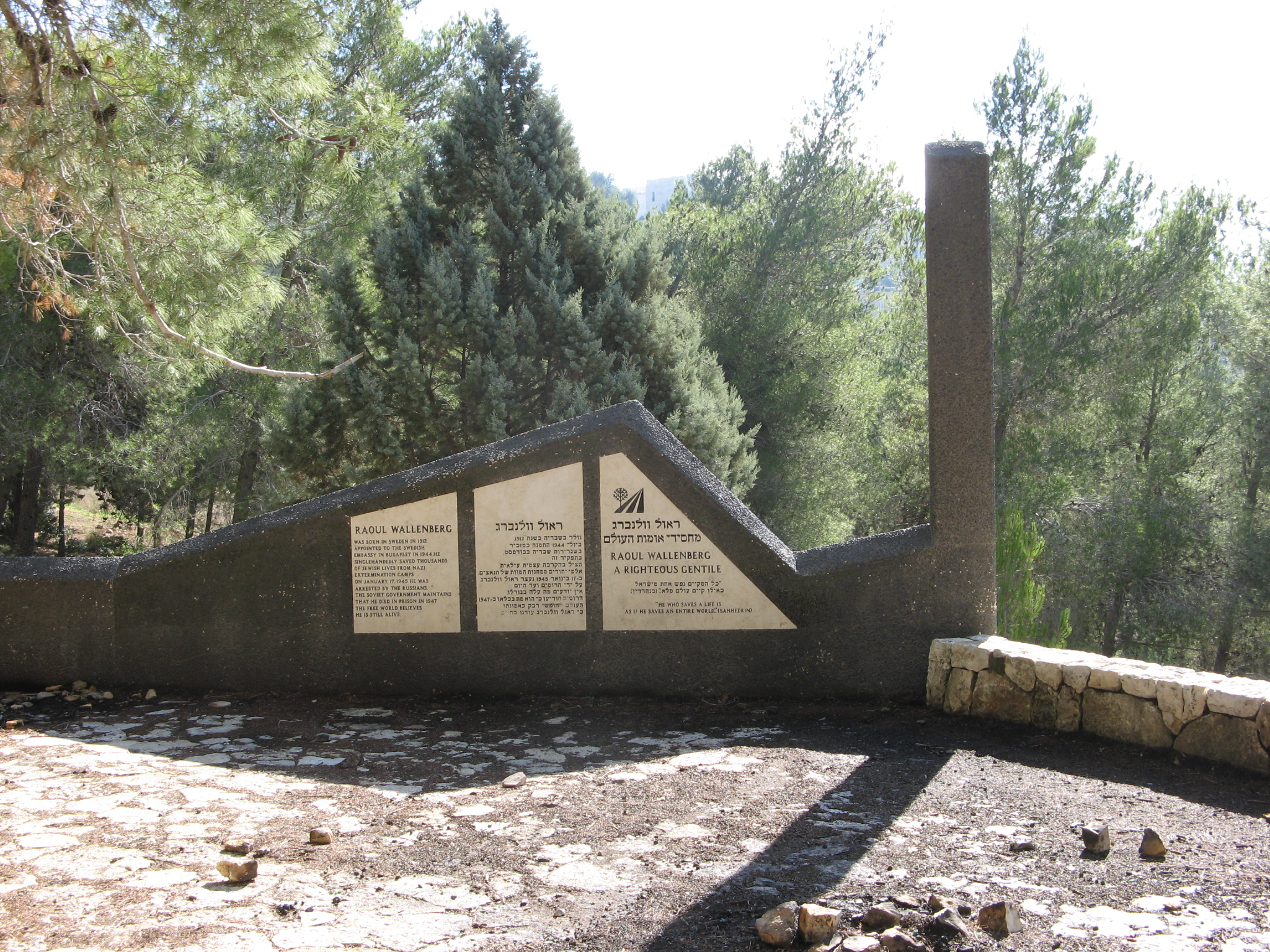
Wallenberg-emlékmű Jeruzsálemben

A megszállás után néhány héttel a németek Edmund Veesenmayer-rel az élen, és Adolf Eichmann, mint felhatalmazott „zsidószakértő” vezetésével szörnyű ügyességgel és hatékonysággal láttak neki a „zsidókérdés” végső megoldásának Magyarországon, magyar csatlósaik segítségével.
Április elején Magyarország keleti részét háborús zónának nyilvánították, és mint „biztonsági intézkedést” elrendelték a zsidók gettóba tömörítését ott. Ez később Budapesten kívül kiterjedt az egész országra. Az április 7-én kelt belügyminisztériumi rendelet nem sok kétséget hagyott a kormány szándékai felől: „a m.kir. kormány az országot rövid időn belül megtisztítja a zsidóktól”.
A deportálásokat Eichmann és a magyar belügyi államtitkár vezetése alatt az ország legkeletibb részeiben kezdték meg május elején. Minden zsidót – kivétel nélkül – deportáltak. Speciálisan erre a feladatra kiválogatott, nagy arányban német származású csendőrből álló egységeket bocsátottak a Birodalom rendelkezésére. Sehol Európában nem sikerült a deportálásokat ilyen gyorsan lebonyolítani. Rövid két hónap alatt, „május 14-től a mai napig (július 9.) 147 vonattal 434 351 zsidót deportáltak Magyarországról”, írja Ferenczy László csendőr alezredes aznapi jelentésében.
A budapesti zsidókat még nem deportálták. Egy június 21-én kiadott rendelet nyomán azonban a legtöbbjüket megfosztották lakhelyüktől, és arra kényszeríttették őket, hogy csak zsidóknak kijelölt és sárga csillaggal megjelölt házakba költözzenek. A magyar hatóságok részleges kijárási tilalmat rendeltek el ellenük és egy sor más megszorító intézkedést is foganatosítottak. A „végső megoldás” a fővároshoz is közeledett.
A németek által kinevezett kormány és Horthy között azonban – és a kormányon belül is – mind élesebb ellentétek kezdtek kialakulni a „zsidókérdés” megoldása körüli módszerek helyességéről. Annak ellenére, hogy a németek mindent megtettek Horthy elszigetelésére, egyre több jelentés érkezett hozzá a zsidókkal való bánásmód kegyetlenségéről. Saját környezete nyomására Horthy mind nagyobb figyelemmel követte a „zsidókérdés” megoldását, és mindinkább hangoztatta a zsidókkal szembeni bánásmód miatti elégedetlenségét. Horthy felháborodását csak fokozta az a német propagandafilm, amit a magyarországi deportálásokról többek között Svájcban is bemutattak. A filmben a németek következetesen a magyar csendőrökre hárították a deportálások kegyetlen véghezvitelét, amit a svájci magyar követ jelentett is Budapestre. Horthy az elkövetők és a parancsnokaik felelősségre vonását követelte. Amikor a kegyetlenkedésekről szóló jelentések nem szűntek meg és az auschwitz-jegyzőkönyv elérte a palotát is, Horthy cselekvésre szánta el magát. A bel- és külföldről érkező mind határozottabb tiltakozások is jelentős szerepet játszottak ebben az elhatározásában.
A magyarországi protestáns egyház június 20-án tiltakozott a deportálások ellen, a Zsidó Tanács levélben könyörgött június 23-án, amelyben részletesen leírta a kegyetlen bánásmódot, ami a zsidókat érte. A pápai nuncius és Serédi hercegprímás is több alkalommal tiltakozott. Serédi Jusztinián esztergomi érsek Sztójay Döme miniszterelnököt is megfenyegette egy, a deportálásokat elítélő pásztorlevél felolvasásával az ország összes templomában. Sztójay Serédinek június 19-én küldött válaszlevele és a július 7-i, a nunciussal tartott tárgyalásairól készített feljegyzések mutatják, hogy ezeket a tiltakozásokat és fenyegetéseket Sztójay is komolyan vette. Ezt talán azért is, mert az auschwitz-i borzalmak június végén a kormány minden tagjának a tudomására jutottak, sőt, Ferenczi alezredesnek is kezébe jutott az auschwitz-jegyzőkönyv egy példánya. Horthyt saját fia is cselekvésre biztatta.
Külföldről tiltakozó levelek vagy táviratok érkeztek a pápától, a svéd királytól, Anthony Eden brit külügyminisztertől, a Canterbury érsektől és az amerikai szenátustól, kormányzóktól, Nobel-díjas tudósoktól és New York katolikus érsekétől. Roosevelt amerikai elnök nyilvánosan fenyegette meg a felelősöket és a háború utáni szigorú felelősségre vonásról beszélt. A németek egyre rosszabbra forduló hadi helyzete és a szövetségesek normandiai partraszállása különös súlyt adott ennek a fenyegetésnek és cselekvésre ösztönözték Horthyt.
A kormányban levő nyilas államtitkárok ekkor még megpróbáltak egy Horthy ellenes államcsínyt is. A Budapestre hozott vidéki csendőri egységeket azonban a felbőszült Horthy, az esztergomi páncéloshadosztály Budapestre rendelésével, elűzette és július 7-én leállíttatta a deportálásokat.

### Budapesti feladatai és tevékenysége
A budapesti feladatra Raoul Wallenberget az amerikai War Refugee Board (WRB – Háborús Menekültek Bizottsága) és az OSS (amerikai hírszerző szolgálat) stockholmi ügynöke, Iver Olsen választotta Sven Salén hajózási vállalkozó javaslatára. Ezt a választást a stockholmi amerikai követ, Herschel Johnson is jóváhagyta, majd az ő javaslatára fogadta el a svéd külügyminisztérium Raoul Wallenberg személyét.
A választás több szempontból is meglepő volt. Semmi jel sem mutatott arra, hogy Wallenberg erre a feladatra alkalmas lett volna. 32 éves kora és előkelő származása ellenére sem kezdett még semmilyen figyelemreméltó pályafutást. A családi bankban nem alkalmazták, míg unokabátyjai Svédország érdekeit képviselték az akkori nagyhatalmakkal szemben, ő egy kis cégnél dolgozott egy magyarországi bevándorolt zsidó vezetése alatt, aki még svéd állampolgár sem volt. Wallenberg ugyan azelőtt kétszer is járt Magyarországon viszonylag rövid időre, magyarul egyáltalán nem tudott. Tehát biztosan más tényezők, mint Wallenberg addig megismert képességei, dönthették el a választást.
Az egyik ilyen tényező Lauer Kálmán lehetett. Lauer két okból beszélhette rá 1944 májusában Wallenberget hogy Magyarországra utazzon: részben azért, hogy az 1944. március 19-e után megszakadt üzleti kapcsolataikat újrarendezze, részben azért, hogy Lauer apósát és anyósát, valamint néhány más hozzátartozóját valamiképpen svéd védelem alá vegye, és ideiglenes útlevéllel Svédországba vigye. Mivel Wallenberg akkor már nem jutott német átutazási vízumhoz, így magánúton nem utazhatott. Lauer Kálmán és Raoul Wallenberg későbbi levélváltásából, a Lauer, Per Anger, Sven Salén és Jacob Wallenberg közti levelezésből, valamint a levéltárakban levő többi dokumentumból, ill. Lévai és Philipp leírásaiból is kiderül, hogy a tárgyalásokon Sven Salén hajózási vállalkozónak is szerepe volt mind az amerikaiak választásában, mind a svéd külügyminisztériumban a választás jóváhagyásában. Ehrenpreis stockholmi főrabbinak, akit kizárólag a zsidómentő tevékenység sikere érdekelt, kétségei voltak Raoul Wallenberg képességeivel kapcsolatban.
Wallenberget követségi titkárrá nevezték ki, így Magyarországra utazhatott. Az ő szempontjából ez a feladat hatalmas lépést jelentett az addigi pályafutásában, diplomáciai megbízatást kapott, mely nem tűnhetett annyira kockázatosnak, hiszen több svéd diplomata, így Lars Berg és Göte Carlsson is, még utána érkeztek Budapestre anélkül, hogy ezt az utazást veszélyesnek tartották volna. Wallenberg sem jelezte egyetlen jelentésében vagy levelében sem, hogy feladatát önmaga számára veszélyesnek tartja. Ekkor még (két hónap után) visszatérni szándékozott, így az esetleges orosz ostrom alatti budapesti tartózkodás egyáltalán nem szerepelt az elvárások között.
Úgy tűnik, hogy Raoul Wallenberg kiválasztása különböző személyes és szervezeti érdekek, valamint véletlenek összejátszásának az eredménye volt. 

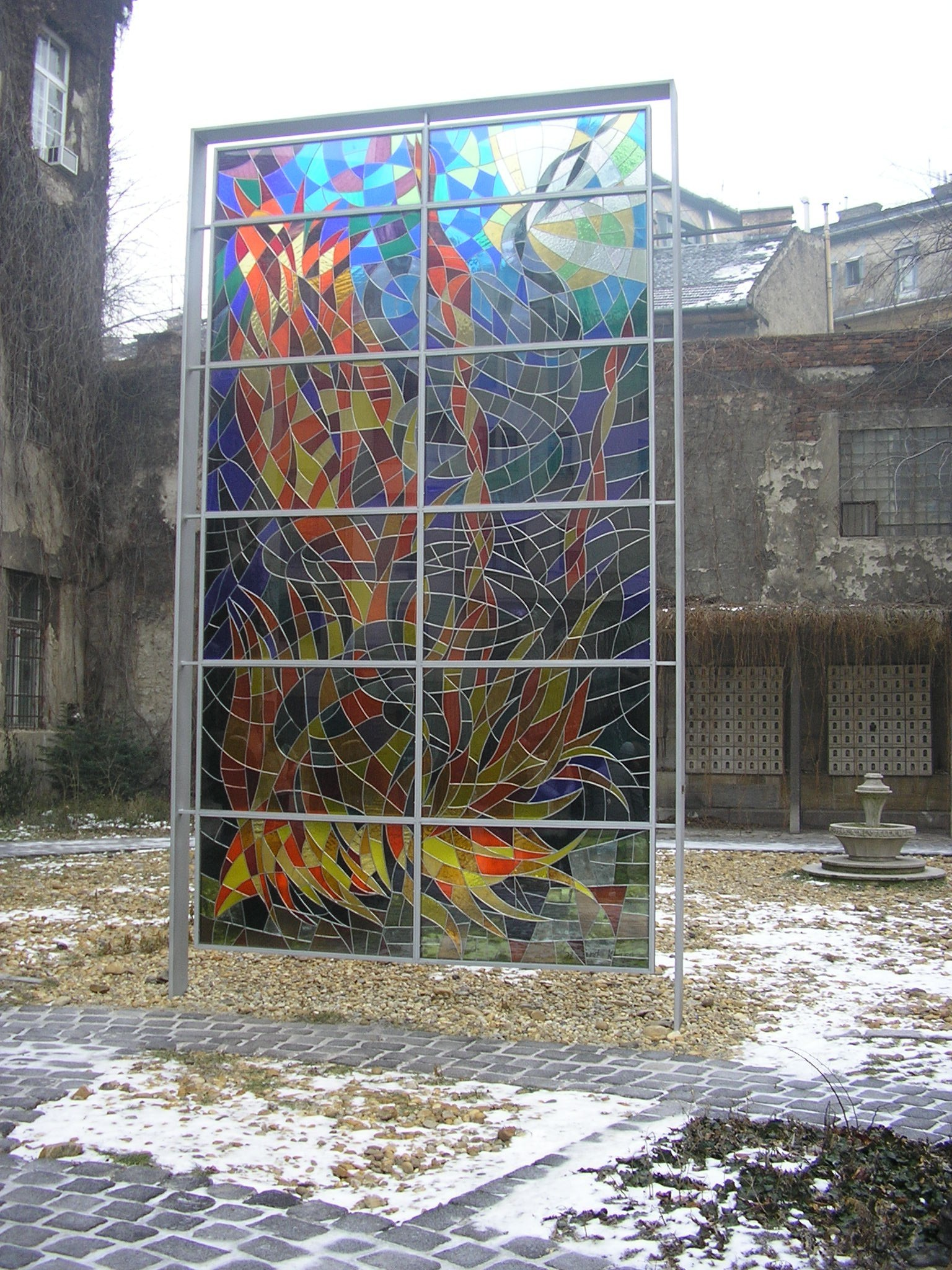
Wallenberg-emlékmű Budapesten

Raoul Wallenberg közvetlen feladata úgy, ahogy a WRB megfogalmazta, az volt, hogy támogassa a zsidómentő tevékenységet Budapesten. Ez a munka már folyt, amikor Wallenberg Budapestre érkezett, úgy a svéd követségen, mind a nunciatúrán vagy a svájci követségen. A svéd követségen Wallenberg érkezése után kialakult kedvező körülmények között a kiadott védődokumentumok mennyisége valóban megemelkedett, de Wallenberg vezető szerepe a védő- és az ideiglenes útlevelek kiadási feltételeinek a megszigorítását is magával hozta. A védőútlevelek számának megnövekedése nagy valószínűséggel a svájci gyakorlat példáját követte, mert a svájciak minden Palesztina-igazolványt családi dokumentumnak tekintettek, és így tízezer számra adhattak ki védleveleket. Ennek nyomán Wallenberg is azt állította, hogy minden svéd beutazási vízum családi vízum és ezt a magyar hatóságok „elhitték” neki. 1944 augusztusában 4 500 védőútlevél kibocsátására adtak engedélyt.
Az, hogy Wallenberg mögött a WRB és hatalmas pénzügyi támogatók állnak, hamarosan ismertté vált Budapesten, bizonyos körökben. Ezt elsősorban az bizonyítja, hogy mennyire könnyen szerzett hiteleket budapesti tevékenysége számára. Itt mindkét részről különösen előnyös üzletekről volt szó. A hitelező előnyösen tudta a már sok esetben elveszettnek hitt pénz- vagy árutőkéjét elhelyezni, Wallenberg pedig azonnal és valószínűleg olcsón hozzájutott ahhoz, amire szüksége volt. A hitelezők Svájcban, valutában kapták volna vissza a Wallenbergnek adott hitel megfelelőjét. Wallenberg befolyása ezen körökben valószínűleg a háta mögött sejtett hatalomnak tulajdonítható. Wallenberg svéd diplomataként, a svéd külügyminisztérium beosztottjaként működött Budapesten, de utasításait a WRB-től kapta, és végső soron a WRB-nek tartozott felelősséggel is. A svéd követség által kiadott okmányok hitelesítése azonban – például a védőútlevelek – nem az ő felelősségkörébe tartoztak. Ezeket magának a követnek kellett aláírnia ahhoz, hogy elismertté váljanak. A WRB első utasításai szerint Wallenbergnek az volt a feladata, hogy kapcsolatba lépjen egy sor személlyel, támogassa őket egy széles zsidómentő hálózat kiépítésében, amelynek – többek között – menekülési útvonalakat kellett volna szerveznie Magyarországról Románia vagy Jugoszlávia felé. Raoul Wallenberg kapcsolatba lépett e személyek egy részével, de semmi jele sincs annak, hogy később a menekülési útvonalak megszervezésével, vagy hogy az összes budapesti mentőakció összehangolásával foglalkozott volna. Az ellenállással való együttműködésére vagy ennek a támogatására sincs semmilyen bizonyíték. Inkább fordítva: úgy tűnik, hogy Wallenberg kapott támogatást a svéd védett házak és a saját biztonsága védelmére.
Raoul Wallenberg – a pápai nunciussal, a svéd és a Nemzetközi Vöröskereszt képviselőivel vagy a többi semleges állam diplomatáival összehasonlítva – megérkezésekor még naiv és tapasztalatlan volt. Nem rendelkezett az e személyek által megszerzett széles kapcsolatkörrel sem. E szempontból még nagyobb hátrányban volt, ha a Zsidó Tanácsban, a svájci vagy a svéd követségen dolgozó zsidókkal, az ő tudásukkal és összeköttetéseivel hasonlítanánk össze. Ebben a helyzetben nem is lett volna természetes, ha Wallenberg egy minden mentőakció fölé helyezett koordinátor szerepét kapta volna. Ami a diplomáciai kapcsolatokat illeti, azokat kormány szinten svéd részről kizárólag Danielsson vagy Per Anger tartotta, és a pénzügyi műveletek elvégzése is lassan Danielsson felelősségi körébe került. Wallenberg azonban szorgalmasan dolgozott kapcsolatainak kiépítésében és eközben befolyása mindinkább nőtt. A számadásaiból kiderül, hogy nagy összegeket költött reprezentációs kiadásokra, vacsorákra.
Hatalmas támaszt jelentett Wallenberg számára az a befolyásos zsidó szűk csoport, amely Wohl Hugó vezetése alatt már Budapestre jövetelekor a svéd követségen működött. Tagjai már korábban megkezdték a tárgyalásaikat a KEOKH (Külföldieket Ellenőrző Országos Központi Hatóság) vezetőségével az ideiglenes útlevelek elismeréséről, és fontos eredményeket értek el.

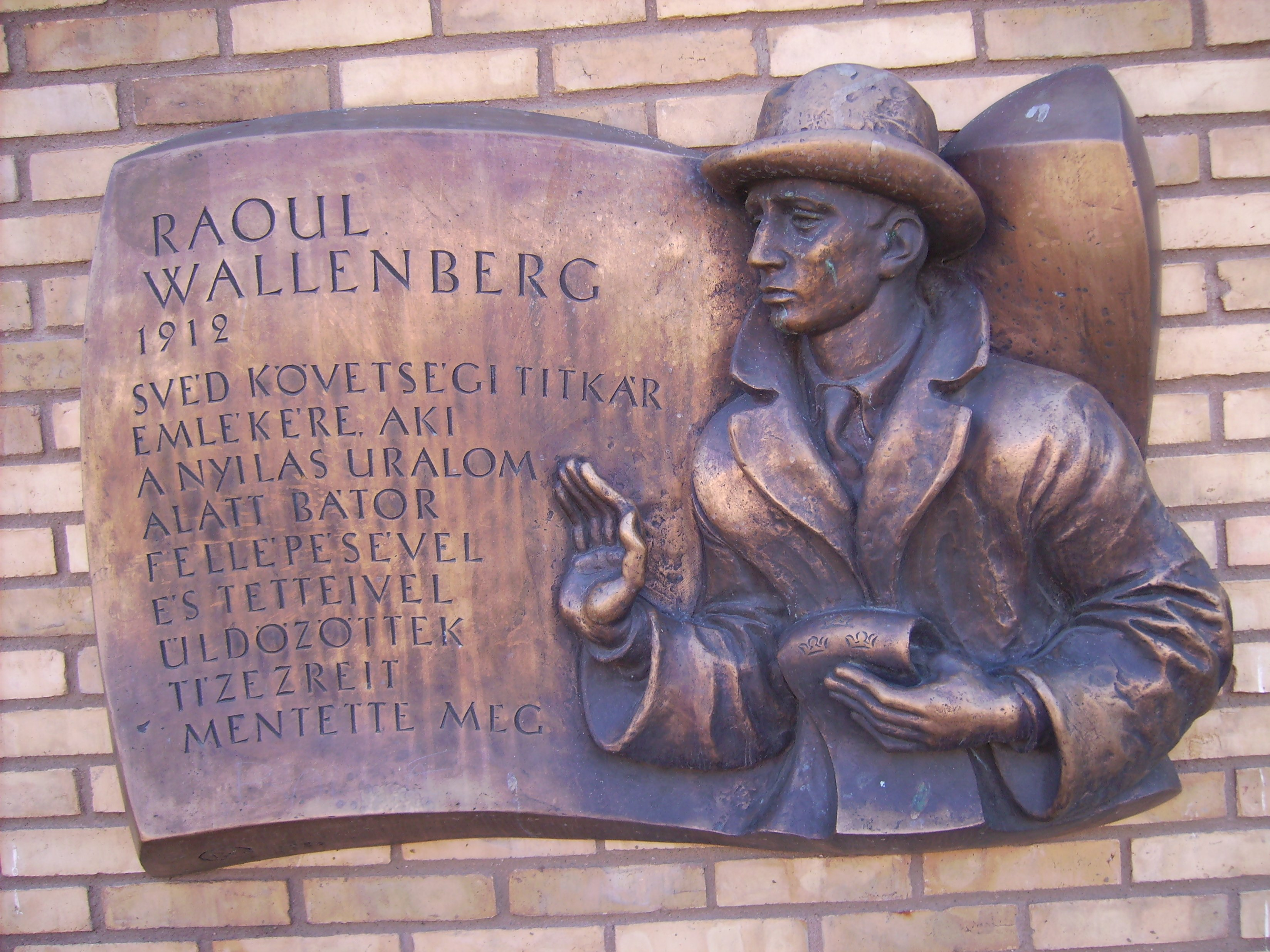

Raoul Wallenberg budapesti tevékenységét a magyar társadalom „zsidókérdéssel” szembeni megosztottsága, és az a tény, hogy a német és a magyar vezetés között mély ideológiai különbségek voltak, nagymértékben segítette. A magyar főrendek és az őt utánzó nagypolgárság, valamint a magyar középosztály nagy része nem kedvelte a német nácik és magyar cinkostársaik nyers populista politikáját, amelynek a durva zsidóellenes politika szerves része volt. Ennek a vezető rétegnek nagy része nem is kívánt együttműködni a nácikkal. A durva zsidóellenes politika megvalósításának magyar eszköze elsősorban a nácikkal szimpatizáló magyar szélsőjobboldal, a hungarista nyilaskeresztes mozgalom volt. A német náci vezetés azonban jól tudta, hogy a magyar szélsőjobb képviselői nem képesek az országot vezetni, ők maguk pedig Magyarországot csak egy jelentős erőket lefoglaló megszálló hadsereggel tudták volna közvetlenül irányítani. Ezért hagyták meg, még az ország megszállása után is, a helyén az idős Horthyt és megpróbáltak vele együttműködni, igyekezvén a magyar függetlenség látszatát fenntartani.
Az ellentmondásos magyar politika tovább folytatódott a német megszállás után is. Azáltal, hogy Horthy megmaradt a helyén, a németellenes politikai körök számára fennmaradt az a lehetőség, hogy megpróbálják őt rábírni a deportálások leállítására, és egy németektől függetlenebb politika alakítására. Ezek a mérsékelt politikai erők felvették a kapcsolatot és megpróbálták újraindítani a zsidóság vezető köreivel való együttműködést, még annak ellenére is, hogy sokan még közülük is antiszemita érzelmeket tápláltak. Amikor Horthy végül a deportálások leállítására elszánta magát, még a németek addigi hű kiszolgálóinál is számos esetben kiütközött. Úgy Sztójay Döme miniszterelnök, mint Jaross Andor belügyminiszter hozzájárultak a Nemzetközi Vöröskereszt, a nuncius és a semleges követségek által elindított „kivándorlási” akcióhoz, sőt, előzékenyeknek és segítőkészeknek mutatkoztak. A hatalmi egyensúly lassan újra a németektől való eltávolodási politika híveinek a javára billent, ami nagymértékben segítette, sőt, bizonyos esetekben bátorította a svéd mentőakciót, lehetővé tette annak kiszélesítését.
A magyar hatóságok már Wallenberg érkezése előtt elismerték bizonyos esetekben a zsidó magyar állampolgároknak adott svéd ideiglenes útlevelek érvényességét, és késznek mutatkoztak ezeknek az útleveleknek a tulajdonosait külföldi állampolgárként kezelni. Sok jel utal arra, hogy ezeken a tárgyalásokon jelentős szerepe lehetett a svéd követségen alkalmazott zsidóknak, valamint arra, hogy a védőútlevelek külső formáját is ők dolgozták ki a KEOKH-gal történt egyeztetés után.
Az augusztus végén megvalósult kormányátalakítás még inkább kedvezett a mentőakciók folytatásához. Az új magyar kormány enyhített a zsidóellenes politikán és még inkább nyitott a zsidó vezetőkkel való együttműködés felé. A cél Magyarország háborúból való kivonása és a szövetségesek jóindulatának megnyerése volt. Így könnyűvé vált meggyőzni a magyar hatóságokat, hogy több ezer magyar állampolgárságú zsidót külföldi állampolgárként kezeljenek és a különböző védőokmányokat külföldi állampolgári státust adó okmányként ismerjék el. Azok a követelmények, amelyeket a svéd követség állított, oda vezettek, hogy elsősorban a jómódú zsidók jutottak svéd védőútlevélhez.
A magyar megenyhült zsidópolitikán kívül kedvezően hatott a svéd-német viszony alakulása is. Itt az erőegyensúly mindjobban a svédek javára alakult. Ez nagymértékben növelte a svéd követség cselekvési lehetőségeit és biztonságát a németekkel szemben. A svédekkel szembeni előzékenységre amúgy is hajlamos német követségen „a dolgok rosszra fordulása esetén különleges bánásmódot” ígértek a svéd védettekkel szemben.
A Budapesten 1944 nyarán és kora őszén domináló hatalmi struktúra tehát kedvező volt a svéd mentőakciók sikeres folytatására. Azt lehet állítani, hogy Raoul Wallenberg ezen hatalmi szerkezet részeként, és nem az ellenfeleként működött. A svéd védelem biztosítása és a védőútlevelek kiosztása, a kiosztás körüli adminisztrációs gondokon kívül, nem ütközött különösebb akadályokba. Ezeket az adminisztrációs gondokat pedig elsősorban a Wallenberg által kinevezett zsidó bizottságok oldották meg. Azok az eredmények és engedmények, amelyeket a svéd követség és Raoul Wallenberg ebben az enyhe időszakban a magyar kormánynál elért, azonban döntő fontosságúaknak bizonyultak később, amikor a budapesti hatalmi helyzet 1944. október 15-én kedvezőtlenné vált.

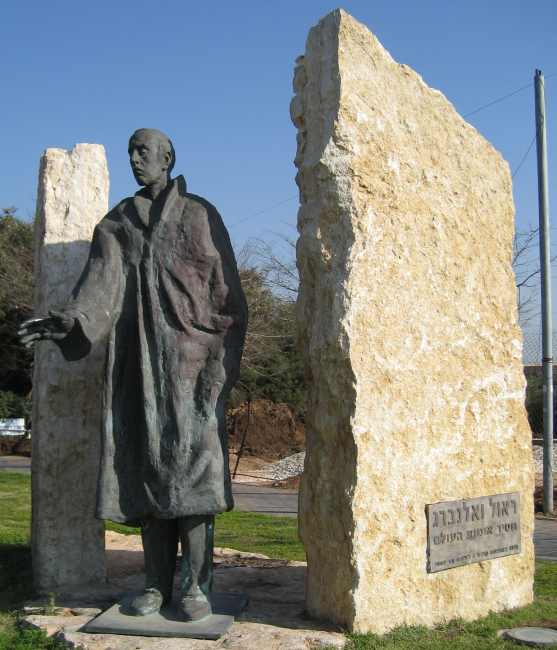
Wallenberg-emlékmű Tel-Avivban

De a kedvező hatalmi helyzet sem szűnt meg teljesen. A Szálasi-kormány furcsa, de állhatatos igyekezete arra, hogy a semleges államok Magyarország törvényes kormányának ismerjék el, kedvező lehetőséget adott a további tárgyalásokra. Ezek során a Szálasi-kormány ígéretet tett arra, hogy az előző kormány által elismert védőokmányokat ő is elismerje, azzal a feltétellel, hogy a kölcsönösség elvén, az illető semleges államok az új magyar kormányt ismerjék el. Raoul Wallenberg meglehetősen jó viszonya Kemény külügyminiszterrel már röviddel a puccs után, az október 20-a körüli napokban tárgyalási lehetőséget nyitott, és bizonyos ideiglenes engedmények feltételes kicsikarását tette lehetővé. A védőútlevelek végleges elismerését azonban a pápai nuncius október 21-én történt személyes fellépése, valamint a semleges államok közös tiltakozása és a diplomáciai kapcsolatok megszakításával történő fenyegetése hozta meg. A „zsidókérdésben” általános elvi döntésre egyedül jogosult Szálasival elsősorban a nuncius és a Nemzetközi Vöröskereszt képviselője, Friedrich Born tartotta a kapcsolatot, ők befolyásolták. Szálasi – feltételekhez kötött – kedvező döntését a külföldi védőokmányok elismeréséről október végén felolvasták a rádióban. Ezt a döntést Szálasi november 17-én újra megerősítette. Ezek a döntések adták meg a semleges követségek képviselőinek a lehetőséget, hogy a védőútlevelesek ellen elkövetett túlkapások, valamint deportálásuk ellen fellépjenek, őket a deportálandó többi zsidó közül kiválasszák, és Budapestre szállíttassák vissza. Raoul Wallenberg szerepe ebben az időszakban növekedni kezdett, és minden eddigi bizonyíték arra utal, hogy növekvő befolyását és pénzügyi eszközeit elsősorban a svéd védett zsidók mentésére és élelmezésére használta fel. Ezt tette azokban az esetekben is, amikor okmányokkal bizonyíthatóan közvetlenül részt vett valamilyen mentőakcióban. Nem valószínű azonban, hogy Wallenberg akármilyen veszélynek lett volna kitéve a magyar hatóságok részéről, mivel a fennmaradt okmányok, egy német közvetett vád kivételével, mind arra utalnak, hogy Wallenberg a hatóságokkal való kapcsolatfelvétel után, a hivatalos döntéseknek megfelelően cselekedett. A fent említett mentőakciók elindításánál külügyminisztériumi engedélyt kért, és az engedély mellett még rendőrtiszti kíséretet és támogatást is kapott. A védőútlevelekkel rendelkező munkaszolgálatosok kiválogatását és a nemzetközi 701. munkaszolgálatos századba való összegyűjtését a semleges követségek zsidó alkalmazottai magas rangú magyar katonatisztek támogatásával végezték. November végétől azonban a nyilas kormány megszüntette a védőútlevelesek munkaszolgálat alóli mentesítését és Wallenberg folyamodványai sem vezettek többé eredményre. A mentési kísérletek sikertelenül végződtek, majd megszűntek.
A svéd követség nagyon is tudatában volt annak, hogy az egész védőútlevél-akció léte a mindenkori magyar kormány, és a nyilas puccs után, elsősorban Szálasi feltételekhez kötött engedélyétől függ. Ezt az engedélyt és az egész akció létét tehát egyáltalán nem volt bölcs dolog a hatóságok döntései ellenére elkövetett különböző illegális akciókkal veszélyeztetni. Ezt Per Anger, egy különösen ellentmondásos gyenge pillanatában készségesen be is ismerte:
”A Szálasi kormánnyal egyezményünk volt 5000 ilyen útlevél elismerésére… persze nem álltunk meg ennél a számnál. Titokban többször ennyi útlevél lett kiállítva, de kénytelenek voltunk csak olyanoknak adni, akik valamilyen svéd kapcsolatot tudtak felmutatni. Ha engedtünk volna a kísértésnek, és akármilyen zsidónak védőútlevelet adtunk volna, akkor ez a papír teljesen elvesztette volna az értékét. Azon kívül a nácik rájöttek volna, hogy szabotáljuk az egyezményt, és úgy intézkedtek volna, hogy mi egyáltalán nem tudtunk volna többet segíteni… Wallenberg ugyanúgy, mint mi, tudatában volt annak, hogy a követség létét nem szabad veszélyeztetni.”
A svéd követség helyzete december elején különösen nehézzé vált, amikor a nyilas kormány rájött, hogy semmi esetre sem számíthat a svéd kormány elismerésére. A Svéd Vöröskereszt tevékenységét a nyilas kormány betiltotta, készleteit elkobozták, anélkül, hogy a svéd követség tiltakozásával törődtek volna. A követség helyzete különösen meggyengült, miután a nyilas kormány elhagyta Budapestet, és a svéd követségi személyzetet is megpróbálta magával vinni. A követség épületének megszállása után annak ellenére, hogy a nyilasok néhány nap múlva elhagyták az épületet és a védettek oda visszatérhettek, valójában a svéd követség megszűnt a saját épületében működni, és a diplomaták más követségeken vagy titkos lakhelyeken tartózkodtak. Így lehetetlenné vált a svéd védőútlevelesek kivételezése, sőt megmentése a legdurvább nyilas garázdálkodásoktól. Wallenberg erre figyelmeztette is az Üllői úton levő alkalmazottait. Néhány sikeres mentést ekkor már csak azok a humanitárius osztállyal együttműködő személyek tudtak véghez vinni, akik valamilyen magyar hatósági hatalommal rendelkeztek (Batizfalvy, Parády rendőrtisztek és a nyilas pártban fontos beosztást betöltő Szalai Pál). A nagyobb beavatkozásokat Szalai Pál is a magyar rendőrség segítségével vitte végbe. Ennek ellenére több száz svédek által védettet a nyilasok elhurcoltak, megkínoztak, majd a Dunába lőttek. 
Budapesten végül a Vörös Hadsereg bevonulása szüntette meg a zsidók elleni nyilas terrort.

## Eltűnése és halála

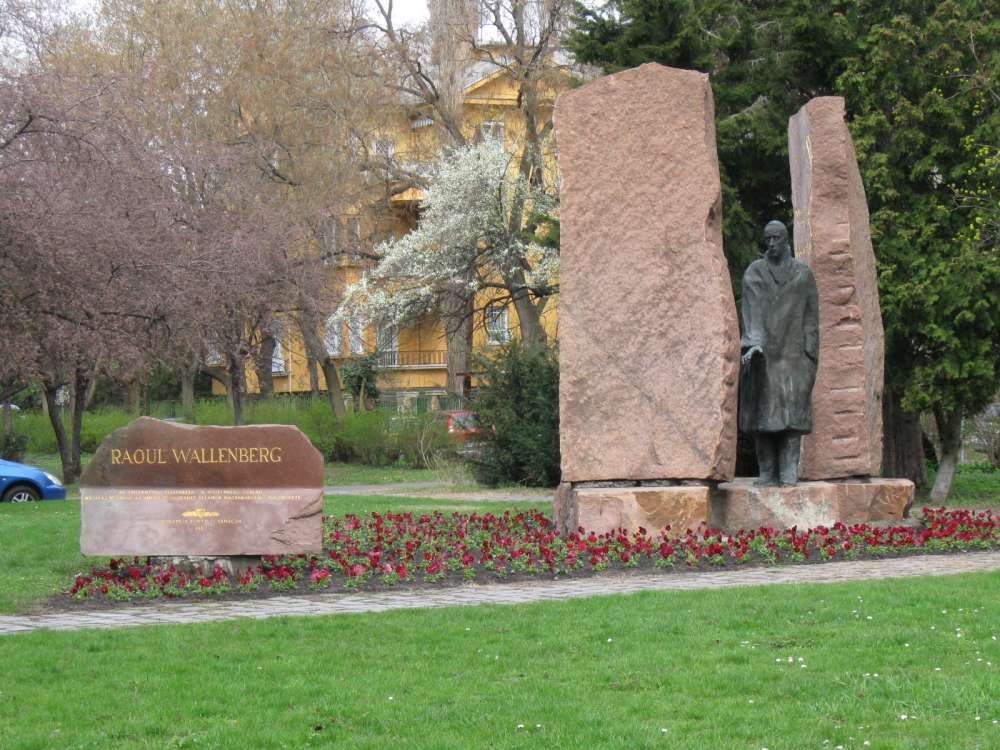
Raoul Wallenberg emlékműve Budapesten, Varga Imre alkotása
(2. ker., Szilágyi Erzsébet fasor, 1987)

Az 1944 karácsonya utáni időszakban Wallenberg már fenyegetve érezte magát és állandóan lakhelyet változtatott. A Lévai által közölt tanúvallomások szerint már december 26-án szeretett volna átmenni (menekülni?) az oroszokhoz, majd január 10-én újrakezdte a készülődést, hogy a város keleti részébe már mélyen behatolt orosz csapatokhoz menjen. A Wallenberg testőrének kirendelt csendőr, Bajusz Lajos szerint ezen a napon Wallenberg és sofőrje, Langfelder Vilmos hosszabb útra készítette fel gépkocsijukat. Az autót megrakták a szükséges készletekkel, de nagy mennyiségű aranyat és ékszert is elrejtettek benne. Bajusz azt is elmondta, hogy Wallenberg és Langfelder nagyon idegesek voltak az utazás előtt. Mások nagy pénzösszegről is beszéltek. Az egyik tanút Wallenberg figyelmeztette: briliánsokból és egyéb nagy értékű dolgokból álló titkos letétje van a Hazai Bank széfjében.
Wallenberg, mint svéd követségi másodtitkár, január 11-én a Nemzetközi Vöröskereszt Benczúr utca 16. sz. alatti irodájában próbált menedéket találni. A következő nap Krausz Miklóshoz ment, és onnan elhozta pénzét és az otthagyott iratait. Wallenberg közölte Krausszal: Debrecenbe készül, hogy meggyőzze Malinovszkij tábornagyot, hogy minél hamarabb foglalja el a zsidó gettókat.
Január 13-án az oroszok elfoglalták a Benczúr utcát. A Nemzetközi Vöröskereszt irodáját egy orosz őrnagy által vezetett katonai csoport foglalta el, vezetőjüknek Wallenberg bemutatkozott, és az orosz őrnagy nagyon udvariasan magával vitte. A szemtanúk szerint Wallenberg saját akaratából követte. A január 13-i szabad akaratból történt kapcsolatfelvételt megerősíti a Vörös Hadsereg 30-as hadtestének parancsnoksági jelentése is. Talán Wallenberg naivitására utal, hogy teljesen megbízott a szovjetekben. Ezt az is alátámasztja, hogy Wallenberg, aki ekkor a 151-es gyalogsági hadtestnél tartózkodott, átadott egy Stockholmba szóló táviratot, amit azonban az oroszok sohase küldtek el. Másnap, egy bizonyos Kuprijanov által aláírt parancs szerint, Wallenberg minden kapcsolatát meg kellett szüntetni a külvilággal, és őt tovább kellett adni Afonyin tábornoknak. A parancsot tartalmazó táviraton kézzel írott széljegyzetként az áll, hogy Wallenberg saját állítása szerint azért nem hagyta el a frontot, mert a város keleti részében 7 000 svéd állampolgár van a felelősségére és védelmére bízva.
Ettől kezdve Wallenberg tehát a szovjet hadsereg foglya volt. Ezt Bulganyin hadügyminiszter-helyettes január 17-én Malinovszkijnak küldött táviratparancsa is megerősíti. Eszerint Wallenberget le kellett tartóztatni, és Moszkvába kellett szállítani. Az elhárítás erre megkapta a megfelelő utasításokat – áll a táviratban. A távirat egyik másolatát az orosz elhárítás, a SZMERS parancsnoka, Viktor Szemjonovics Abakumov tábornok is kézhez kapta. Ezzel Wallenberg sorsa megpecsételődött.
Egyes szemtanúk szerint Moszkvában az NKVD tartotta fogva, majd követségi munkatársával, Langfelderrel együtt a Lubjankába került. 1945. március 8-án szovjet nyomásra a Magyar Rádió bemondta, hogy Wallenberget a Debrecenbe vezető úton a nyilasok vagy a Gestapo ügynökei meggyilkolták. 1957-ben aztán azt állították, hogy 10 évvel korábban a Lubjanka börtönben halt meg.
Halálának pontos helye és ideje ismeretlen. Van aki 1945-re, más 1947-re teszi, de élnek feltételezések arról is, hogy évekkel később halt meg valamelyik szovjet börtönben. A hírhedt ún. Szmolcov orvosi jelentést Wallenberg haláláról, amely 1947. július 17-re helyezi Wallenberg halálának dátumát, több svéd történész (Bernt Schiller, Hans Villius, Helene Carlbäck-Isotalo) is hitelesnek találta, legalábbis a halál dátumát illetően. (L. Carlbäck-Isotalo, Helene, ”Arkivdokument kontra fria fantasier: Wallenberg fallet färdigdiskuterat?” vagy “Glasnost and the opening of Soviet archives: time to conclude the Raoul Wallenberg case?”)
2016. október 26-án a svéd állam hivatalosan is holttá nyilvánította Wallenberget. A svéd adóhivatal határozata szerint az embermentő diplomata formális halálozási dátuma 1952. július 31. A hivatal indoklása szerint azért választották ezt a dátumot, mert Wallenbergről 1947 júliusa óta nincs hír, és a svéd törvények szerint az eltűnt személyeket eltűnésük után öt évvel kell halottnak tekinteni.

## Wallenberg koncepciós per (1953)

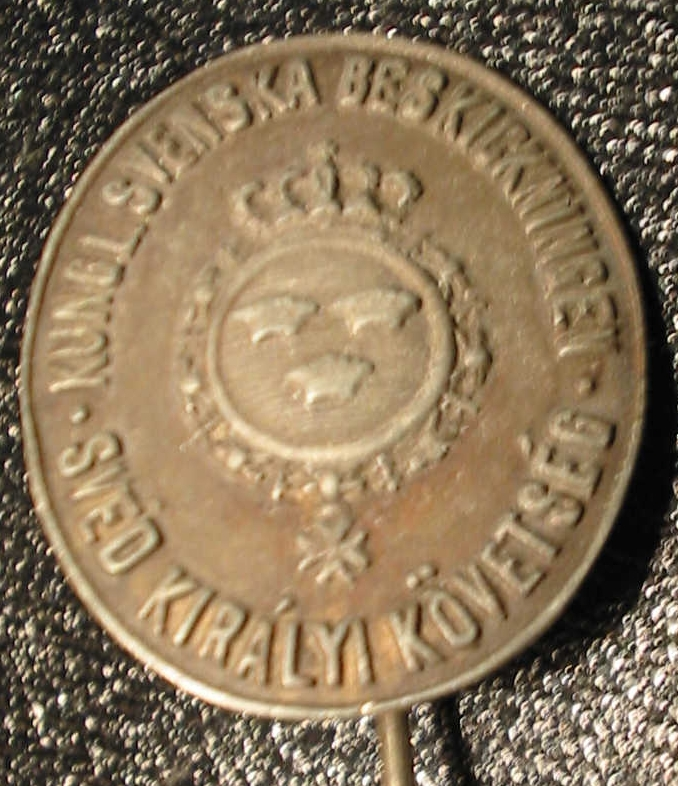
A Svéd Királyi Követség egykori jelvénye (Budapest 1944, Szabó Károly hagyatékából

1953 elején a Szovjetunióban és a keleti blokk több országában már javában zajló cionista perek 
részeként Wallenberg halálával kapcsolatos koncepciós kirakatpert terveztek Budapesten. Csak az 1990-es években, Ember Máriának, a Magyar Nemzet újságírójának kutatásai nyomán kerültek az ezzel kapcsolatos tények és dokumentumok nyilvánosságra.
A koncepció, melyre a perek épültek feltárul Gerő Ernőnek 1953. március 1-jén Rákosihoz írott feljegyzéséből: "A kihallgatások anyagából világos, hogy a két világháború közti Zsidó Tanács tagjai valamennyien Gestapo ügynökök voltak. (…) A tárgyaláson majd ki fog derülni, hogy nem antiszemitizmusért tartóztattuk le őket, hanem mert Gestapo ügynökként a szegény zsidók gyilkosai és amerikai imperialista kémek." Gerő elgondolásából eredt az a fantazmagória is, hogy (a szovjetek által 1945-ben elhurcolt) Wallenberg gyilkosai is az 1944-es Zsidó Tanács tagjai közt keresendők.
Wallenbergnek három vacsoravendége volt utolsó estéjén, 1945. január 12-én a svéd követségen, az akkori Gyopár utcában:  Dr. Fleischmann Ottó, Szabó Károly és Szalai Pál. A következő napon, 1945. január 13-án pedig Wallenberg szovjet fogságba került.
Ugyanakkor az előkészületben levő per szerint Wallenberg gyilkosait nem a Szovjetunióban, hanem Budapesten kellett keresni. Ennek következtében Dr. Benedek László, a Szabolcs utcai kórház orvosa, az egykori Zsidó Tanács két tagja: Domonkos Miksa és Stöckler Lajos, valamint Szalai Pál, aki 1944-ben rendőrségi összekötő volt, továbbá a svéd követség egykori műszerésze, Szabó Károly kerültek fogságba. Szabó Károlyt 1953. április 8-án az utcán fogták el, nyomtalanul eltűnt, családja több hónapig semmit nem tudott róla.
Csak Sztálin halálát követően, több hónap késéssel, a szovjet titkosszolgálat vezetőjének, Berijának az 1953 decemberében történt kivégzése után állították le a titkos pert, a tervezett kirakatper miatt fogvatartott személyeket elengedték, az iratokat pedig titkosították. Domonkos Miksa nem élte túl, szabadlábon belehalt az elszenvedett kínzásokba.

## Emlékezete

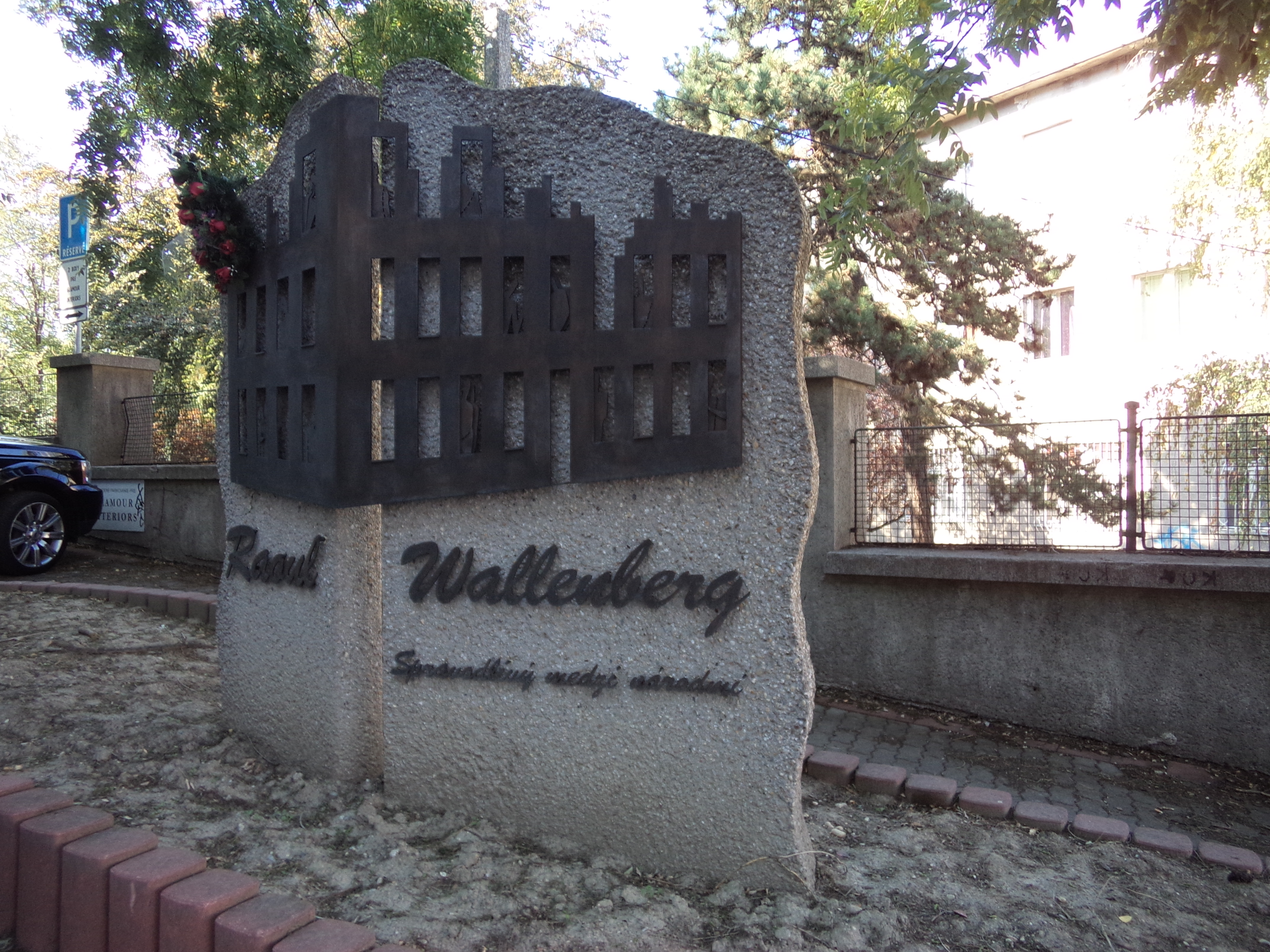
Pozsonyi emlékműve
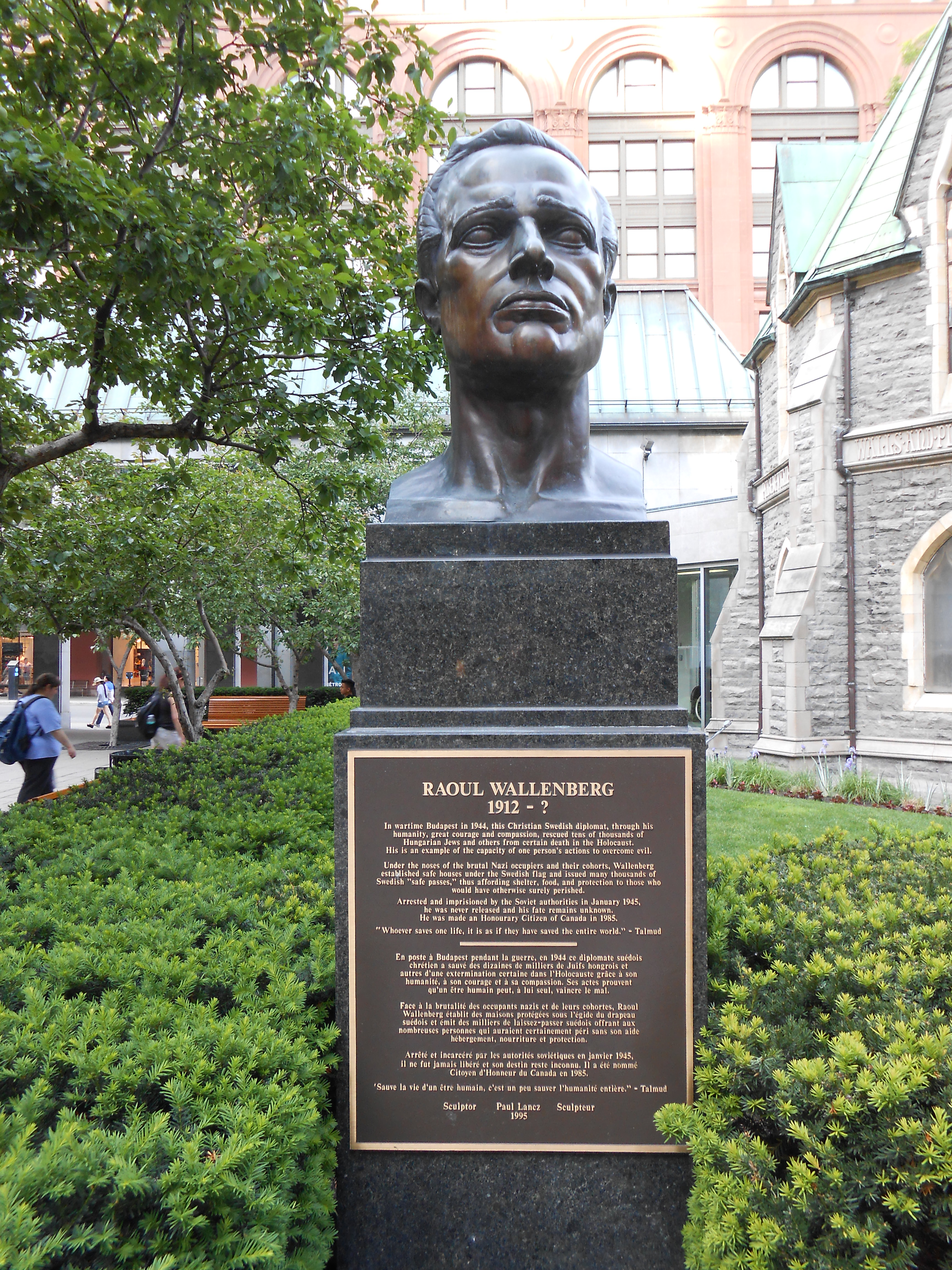
Montreali emlékműve
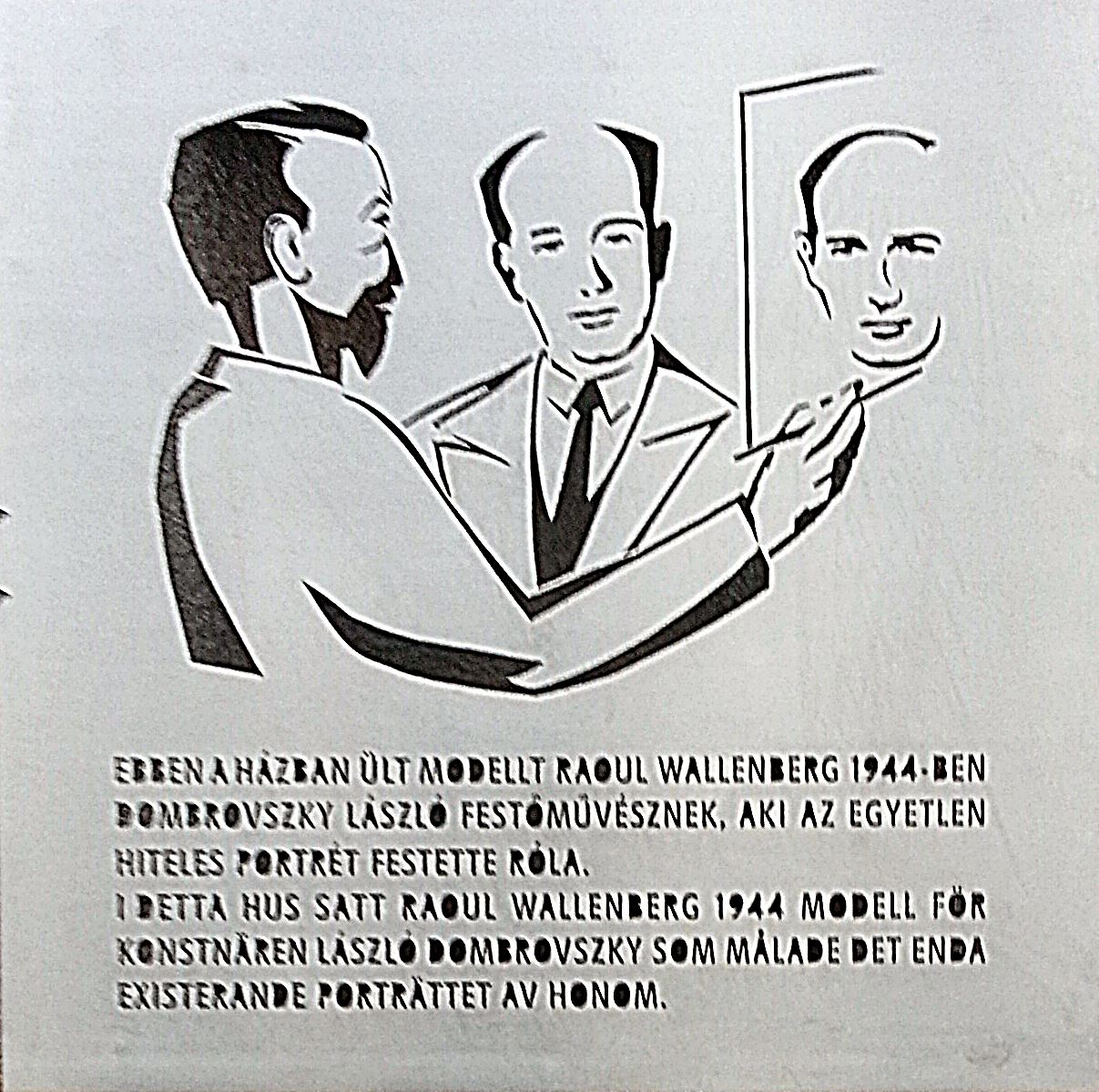
Keleti Károly utcai emléktáblája
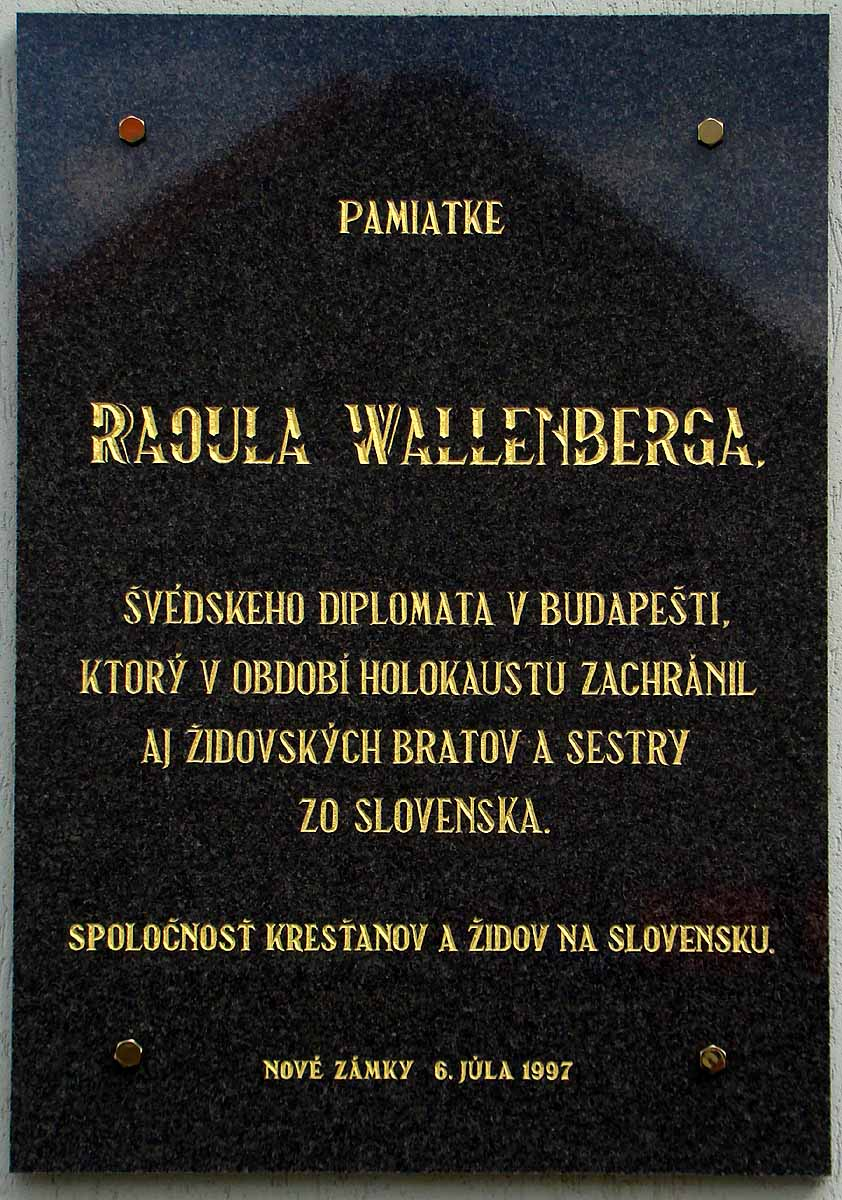
Emléktáblája Érsekújvárott
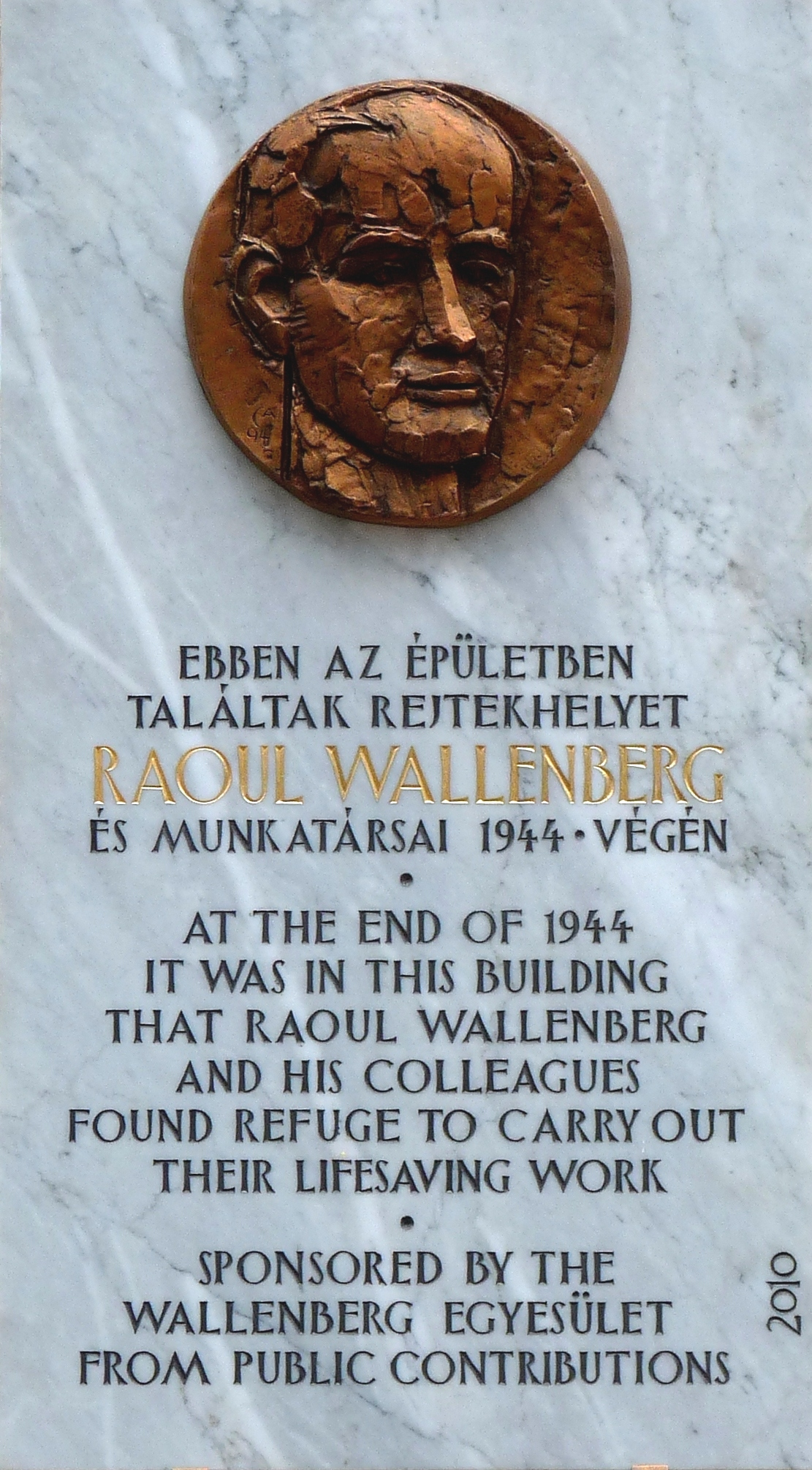
Emléktáblája az Egyesült Királyság budapesti nagykövetsége egykori székhelyén

- Budapest díszpolgára (2003, posztumusz)
- Budapest XIII. kerületében utcát neveztek el róla.
- Budapest XIII. kerületében a Szent István parkban emlékművet emeltek tiszteletére.
- a II. kerületben áll a szobra.
- Holocaust Memorial Budapest, testimony from the family Jakobovics in 1947
- Witness: "Karoly Szabo played a determining role among Wallenberg’s supporters"
- Budapest VI. kerületében humán szakközépiskola viseli nevét.
- Berger, Susanne (2005) "Stuck In Neutral: The Reasons Behind Sweden's Passivity In The Raoul Wallenberg Case" at .
- Cípők a Dunaparton
- A svéd The Flower Kings együttes az ő emlékére írta Train to Nowhere című számát.
- "Raoul" Opera Bemutató 2008. február 21-én Bremen/Németország
- Erkki-Sven Tüür Opera "Wallenberg" 2001 Dortmund/Németország
- Az Amerikai Egyesült Államok Kongresszusa 2012. április 16-án megszavazta, hogy születésének 100. évfordulóján a legmagasabb amerikai elismeréssel, a Kongresszusi Aranyéremmel tüntessék ki Raoul Wallenberget.[39]
- Az izraeli Jad Vasem a Világ Igaza címmel tüntette ki 1963. november 26-án. The Righteous Among The Nations / Raoul Wallenberg
- Pozsony Óváros emlékmű
- Érsekújvár emléktábla
- Emléktábla a Budapest V. ker., Harmincad utca 6. sz. alatti épületen
- Emlékmű Londonban, Great Cumberland Place-en

### Internetes források
- Karsai László: Raoul Wallenberg társai és ellenségei (videó)
- Who killed Wallenberg könyv az Amazon.com oldalon
- A database of witness statements and documents Archiválva 2008. február 20-i dátummal a Wayback Machine-ben (angolul)
- A Nemzetközi Raoul Wallenberg Társaság honlapja (angolul)
- Wallenberg: More Twists to the Tale, Mária Ember, They Wanted to Blame Us (angolul)
- Searching for Raoul Wallenberg

### Nyomtatott források
- Lévai Jenő: Raoul Wallenberg regényes élete. A budapesti svéd kir. követség 1944-45. évi mentő-tevékenységének hiteles története; Magyar Téka, Bp., 1948 (hasonmásban: 1988)
- John Bierman: Raul Wallenberg; ABC, Bp., 1985
- Kiell Grede: Wallenberg; Mafilm–Swedish Filminstitute, Bp.–Stockholm, 1989
- Elisabeth Klimovsky–Király Ferenc: Wallenberg Budapesten. Regény; ILK, Bp., 1989
- Haraszti Endre: Kanadából hazámra emlékezve. Apró emberi történetek, történelmi karcolatok, találkozás Wallenberggel; Képíró, Tahi, 1992
- "...hogy a budapesti Wallenberg-kiállítás emléke fennmaradjon". Katalógus; szerk. Garai Sári, szöveg Ember Mária, kiállításrend. Horn Emil; Raoul Wallenberg Alapítvány, Bp., 1994 (Wallenberg-füzetek)
- Bondor Vilmos: A Mikó-rejtély. Mikó Zoltán és Raoul Wallenberg kapcsolata a magyar ellenállásban, 1944–1945; Püski, Bp., 1995
- Gazsi József: Akit Mózesként tiszteltek. Feltevések egy politikai krimi hátteréhez avagy Töprengés Raoul Wallenberg balsorsáról; Raoul Wallenberg Alapítvány, Bp., 1995 (Wallenberg-füzetek)
- Róbert Péter: "Védett" házak. Raoul Wallenberg tevékenysége kerületünkben; Angyalföldi József Attila Művelődési Központ, Bp., 1999 (XIII. kerületi helytörténeti füzetek)
- Per Anger: Raoul Wallenberggel Budapesten. Visszaemlékezések a háborús évek Magyarországára; előszó Tom Lantos, utószó Konrád György, ford. Farkas Krisztina; Belvárosi, Bp., 1999
- Hope. A monument to Raoul Wallenberg; szobor Gustav Kraitz, bev. Kofi Annan, szöveg, fotó David Finn; Overlook Press, Woodstock, 2000
- Lev Bezimenszkij: Budapestszkij messzija. Raul Vallenberg; Szoversenno szekretno, Moszkva, 2001 (Bibliotyeka rosszijszkogo jevrejszkogo kongressza)
- Jan Larsson: Raoul Wallenberg; ford. Péteri Vanda; Svéd Intézet, Stockholm, 2004 (Svéd arcképek)
- Jonny Moser: Wallenbergs Laufbursche. Jugenderinnerungen 1938–1945; Picus, Wien, 2006 ("Spuren der Zeit")
- Forgács Gábor: Emlék és valóság. Mindennapjaim Raoul Wallenberggel; Kolor Optika, Bp., 2006 (Wallenberg-füzetek)
- Wilhelm Agrell: Skuggor runt Wallenberg. Uppdrag i Ungern 1943–1945; Historiska Media, Lund, 2006
- Raoul Wallenberg. Életeket mentett – világokat mentett. 2007. március 1.–2007. április 29.; szerk. Karl Gabor et al.; Stockholmi Zsidó Múzeum, Stockholm, 2007
- Raoul Wallenberg emlékezete. Bibliográfiák; szerk. Szita Szabolcs; Ex Libris–Emlékezés 1944–2004 Közhasznú Alapítvány, Bp., 2007
- Andrew E. Stevens: Okkal lázadtam. Mozaikok a II. világháború egy városi partizánjának életéből, aki Raoul Wallenberg hősies életmentő tevékenységének is aktív részese volt; ford. E. Gábor Éva; szerzői, Bp., 2010
- Paul A. Levine: Raoul Wallenberg in Budapest. Myth, history and holocaust; Vallentine Mitchell, London–Portland, 2010
- Alex Kershaw: To save a people; Hutchinson, London, 2011
- Szita Szabolcs: Raoul Wallenberggel Moszkváig. Langfelder Vilmos élete és családtörténete; Aura, Bp., 2011 (Wallenberg-füzetek)
- Kati Marton: Wallenberg. The incredible true story of the man who saved thousands of Jews; Arcade Publishing, New York, 2011
- Lena Jersenius: Raoul Wallenberg. En berättelse om mod och motstånd under Förintelsen; közrem. Ewa Wymark; SKMA, Stockholm, 2012
- Kati Marton: Wallenberg. Stockholm 1912 – Moszkva? 1947?; ford. Soproni András; Corvina, Bp., 2012
- Szita Szabolcs: The power of humanity. Raoul Wallenberg and his aides in Budapest; angolra ford. Bernard Adams; Corvina, Bp., 2012
- Gellert Kovacs: Skymning över Budapest. Den autentiska historien om Raoul Wallenberg och kampen för människoliv 1944-45; Carlsson, Stockholm, 2013
- Emberek az embertelenségben. Wallenberg-év Magyarországon, 2012. Tények Magyarországról; szerk. Tamási Judit; Külügyminisztérium, Bp., 2013
- Bengt Jangfeldt: Raoul Wallenberg élete; ford. Tótfalusi István; Park, Bp., 2014
- Dési János: Wallenberg-jegyzőkönyv; Ab Ovo, Bp., 2014
- Szita Szabolcs: A hiányzó ember. Raoul Wallenberg, a humánum lovagja; Hetek Könyvek, Bp., 2014
- Gellert Kovacs: Alkonyat Budapest felett. Az embermentés és ellenállás története 1944-45-ben; ford. Harrach Ágnes; Libri, Bp., 2015
- Bern Andrea: Wallenberg eltűnése; Kossuth, Bp., 2016 (A magyar történelem rejtélyei)
- Forgács András: Az embermentéstől a Wallenberg Bizottságig; Raoul Wallenberg Egyesület, Bp., 2019 (Wallenberg-füzetek)
- Paul Marer: Részvételem a Wallenberg mentőakcióban. Marianne visszaemlékezése; ford. Farkas Nóra; Raoul Wallenberg Egyesület, Bp., 2020 (Wallenberg-füzetek)
- Carlberg Ingrid: Raoul Wallenberg története. "Itt egy szoba, és rád vár..."; ford Garam Katalin; Noran Libro, Bp., 2020
- Mihályi Balázs, Rohánszky Mihály, Tulok Péter: Budapest ostroma. Svéd diplomaták, terror, kitörés. - Szekszárd, 2022, ISBN 9786150145808